# Danny Elsen
Danny Elsen n.c.s / s.b.c is een Belgisch director of photography. Vanuit Evere werkt hij in Nederland en België. Elsen kiest liefst voor auteursfilms, zijn eigen favoriete werk is Vendredi ou un autre jour van Yvan Le Moine uit 2005.

## Erkenning
In 1998 was Elsen genomineerd voor de 11e Europese Filmprijzen Beste cinematografie voor zijn werk voor Le nain rouge van Yvan Le Moine. Laureaat werd Adrian Biddle voor het camerawerk in The Butcher Boy. In 2005 was Elsen de winnaar van de Joseph Plateauprijs voor Beste Cinematografie. Hij kreeg de prijs voor vier films van dat jaar (De Bloedbruiloft / Buitenspel / Vendredi Ou Un Autre Jour / Verlengd weekend). In 2006 ontving Elsen op het Cyprus International Film Festival de CIFF prijs voor Beste Cinematografie voor Ellektra van Rudolf Mestdagh. In 2012 was hij genomineerd voor de Ensor Beste fotografie/cinematografie (D.O.P.) voor zijn werk voor Tot altijd van Nic Balthazar, dat jaar werd even Frank van den Eeden laureaat. In 2013 was Elsen genomineerd voor een Magritte voor Beste Cinematografie voor Dead Man Talking van Patrick Ridremont.

## Filmografie
- 1996: Elixir d'Anvers van Boris Paval Conen, Robbe De Hert, Nathalie Deklerck, Wolke Kluppell, Wim Symoens, Filip Van Neyghem en Tom Van Overberghe
- 1998: Le nain rouge van Yvan Le Moine
- 1998: Blazen tot honderd van Peter van Wijk
- 2002: Oesters van Nam Kee van Pollo de Pimentel
- 2003: De zaak Alzheimer van Erik Van Looy
- 2004: Ellektra van Rudolf Mestdagh
- 2005: De Bloedbruiloft van Dominique Deruddere
- 2005: Verlengd weekend van Hans Herbots
- 2005: Vendredi ou un autre jour van Yvan Le Moine
- 2005: Buitenspel van Jan Verheyen
- 2006: Windkracht 10: Koksijde Rescue van Hans Herbots
- 2007: Firmin van Dominique Deruddere
- 2008: Hoe overleef ik mezelf? van Nicole van Kilsdonk
- 2008: Loft van Erik Van Looy
- 2009: Ver van familie van Marion Bloem
- 2009: Les Barons van Nabil Ben Yadir
- 2010: Bo van Hans Herbots
- 2010: First Mission van Boris Paval Conen
- 2012: Tot altijd van Nic Balthazar
- 2012: Jackie van Antoinette Beumer
- 2012: Dead Man Talking van Patrick Ridremont
- 2014: Mea culpa van Fred Cavayé
- 2014: Rosenn van Yvan Le Moine
- 2014: Brabançonne van Vincent Bal
- 2015: Schone handen van Tjebbo Penning
- 2015: Wat mannen willen van Filip Peeters
- 2016: De premier van Erik Van Looy
- 2016: Layla M. van Mijke de Jong
- 2017: Het tweede gelaat van Jan Verheyen
- 2018: Niet Schieten van Stijn Coninx